# Горьковка (Томская область)
Горьковка — деревня в Томском районе Томской области. Входит в состав Турунтаевского сельского поселения.

## География
Деревня располагается возле самой административной границы Томского района с Зырянским, вблизи  места впадения рек Куслы Чумаклы в Сухую (Куйлу). 
Расстояние до Томска — около 90 км, до Турунтаева (центр поселения) — около 7 км. 

## История
Согласно постановлению администрации Томского района №68 от 14 апреля 1997 года о разделении территории района на внутрирайонные территории (сельские округа) образован Турунтаевский сельский округ в границах Турунтаевской и Новоархангельской сельских администраций в селе Турунтаево.  Село Новоархангельское, деревни Перовка и Горьковка перешли в Турунтаевский сельский округ.
Согласно Закону Томской области от 12 ноября 2004 года № 241-ОЗ «О наделении статусом муниципального района, сельского поселения и установлении границ муниципальных образований на территории Томского района» Горьковка вошла в образованное Турунтаевское сельское поселение.

## Население
| 2002 | 2008 | 2009 | 2010 | 2011 | 2012 | 2013 | 2014 | 2015 |
| ---- | ---- | ---- | ---- | ---- | ---- | ---- | ---- | ---- |
| 20   | ↘13  | ↗14  | ↘11  | →11  | ↘10  | →10  | ↘4   | ↗6   |
| 2021 |      |      |      |      |      |      |      |      |
| ↗10  |      |      |      |      |      |      |      |      |

## Инфраструктура
Ближайший социальный объект находится в Перовке:  фельдшерско-акушерский пункт. Школа в Перовке закрыта.

## Транспорт
Просёлочные дороги. 